# المدة النيابية الثانية لمجلس نواب الشعب التونسي
المدة النيابية الثانية لمجلس نواب الشعب التونسي افتتحت في 13 نوفمبر 2019 لولاية مدتها خمسة سنوات كان من المقرر أن تنتهي في 2024. هي ثاني مدة نيابية بعد الثورة التونسية في 2011 وبعد إقرار الدستور الجديد في 2014.
أصدر الرئيس قيس سعيد أمرا رئاسيا يقضي بتعليق إختصاصات المجلس النيابي ورفع الحصانة عن جميع أعضاءه منذ 25 يوليو 2021. وفي 13 ديسمبر 2021، أعلن الرئيس التونسي استمرار تجميد البرلمان إلى حين تنظيم إنتخابات تشريعية مبكرة في 17 ديسمبر 2022. وفي 30 مارس 2022، انتهت المدة النيابية الثانية مع إعلان الرئيس سعيد حل البرلمان رسميا.

## مكونات المجلس

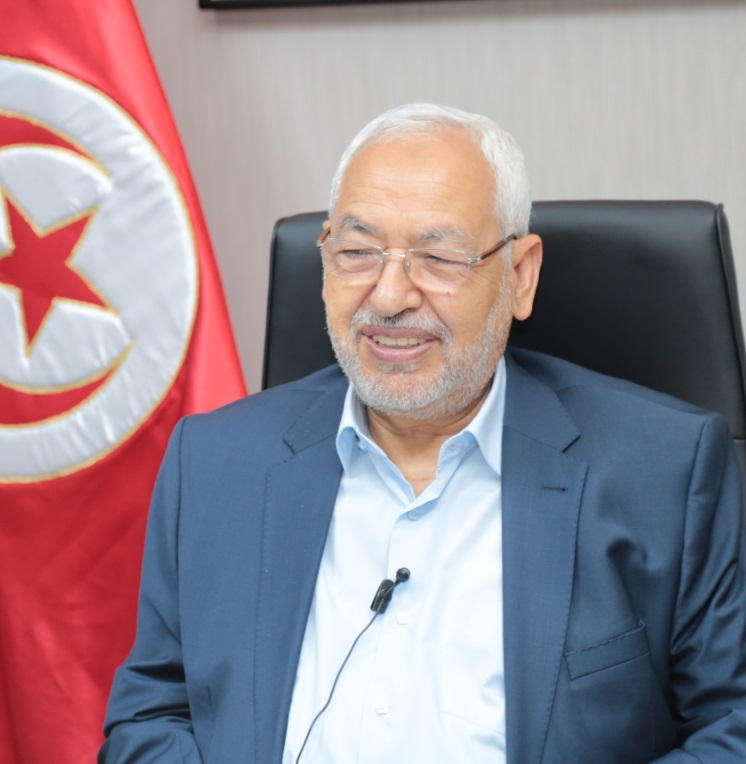
راشد الغنوشي الرئيس حركة النهضة
سميرة الشواشي النائبة الأولى للرئيس حزب قلب تونس
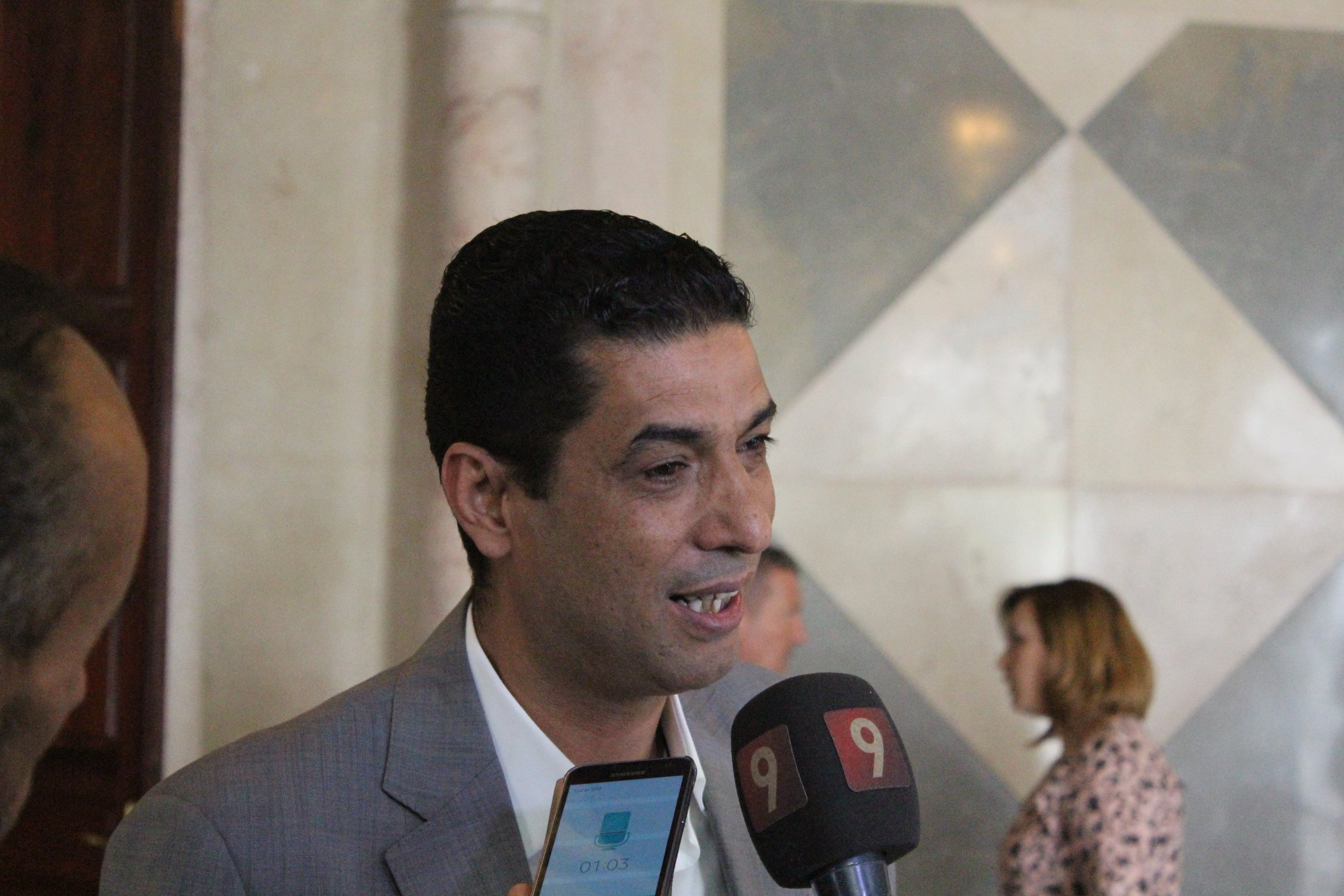
طارق فتيتي النائب الثاني للرئيس مستقل

### الأعضاء

#### حسب الجنس
بالرغم من إقرار الدستور لهدف تحقيق مبدأ التناصف بين الأعضاء حسب الجنس، فإن المجلس يتكون من 57 امرأة من جملة 217 عضوا (26%) و160 رجلا (74%).

#### حسب العمر
يتكون المجلس حسب العمر من:
- 39-23: 56 نائبا.
- 55-40: 115 نائبا.
- أكثر من 55: 45 نائبا.

#### الأحزاب عند الانتخاب
عقب انتخابات 6 أكتوبر 2019، ينقسم المجلس حزب الأحزاب كما يلي:
|                                           | |         |       |  |  |  |
| الحزب أو القائمة أو الائتلاف              | الحزب أو القائمة أو الائتلاف | المقاعد | %     |  |  |  |
|                                           | حركة النهضة | 52      | 23.96 |  |  |  |
|                                           | حزب قلب تونس | 38      | 17.51 |  |  |  |
|                                           | حزب التيار الديمقراطي | 22      | 10.14 |  |  |  |
|                                           | ائتلاف الكرامة | 21      | 9.98  |  |  |  |
|                                           | الحزب الدستوري الحر | 17      | 7.83  |  |  |  |
|                                           | حركة الشعب | 15      | 6.91  |  |  |  |
|                                           | تحيا تونس | 14      | 6.45  |  |  |  |
|                                           | مشروع تونس | 4       | 1.84  |  |  |  |
|                                           | حزب الرحمة | 4       | 1.84  |  |  |  |
|                                           | الاتحاد الشعبي الجمهوري | 3       | 1.38  |  |  |  |
|                                           | حزب البديل التونسي | 3       | 1.38  |  |  |  |
|                                           | نداء تونس | 3       | 1.38  |  |  |  |
|                                           | القائمات المستقلة «أمل وعمل» | 2       | 0.92  |  |  |  |
|                                           | آفاق تونس | 2       | 0.92  |  |  |  |
|                                           | عيش تونسي | 1       | 0.46  |  |  |  |
|                                           | الجبهة الشعبية | 1       | 0.46  |  |  |  |
|                                           | الاتحاد الديمقراطي الاجتماعي | 1       | 0.46  |  |  |  |
|                                           | تيار المحبة | 1       | 0.46  |  |  |  |
|                                           | الحزب الاشتراكي الدستوري | 1       | 0.46  |  |  |  |
|                                           | حزب صوت الفلاحين | 1       | 0.46  |  |  |  |
|                                           | قائمات مستقلة أخرى مقعد وحيد لكل من القائمات المستقلة التالية: نحن هنا، الوفاء بالعهد، الرجوع إلى الأصل، الرابطة الخضراء، الشباب المستقل، الامتياز، بذل وعطاء، تنمية ومواطنة، سليانة في عيوننا، الخير، بكلنا تونس. | 11      | 5.06  |  |  |  |
|                                           | |         |       |  |  |  |
| المجموع                                   | المجموع | 217     | 100   |  |  |  |
| المصدر: الهيئة العليا المستقلة للانتخابات | |         |       |  |  |  |

### الكتل
ينقسم المجلس حسب الكتل حاليا كما يلي:
2019
|                                      |                     |         |  |
| الكتلة/الأحزاب                       | الكتلة/الأحزاب      | المقاعد |  |
|                                      | حركة النهضة         | 54      |  |
| حركة النهضة                          | 52                  |         |  |
| القائمة المستقلة «الشباب المستقل»    | 1                   |         |  |
| القائمة المستقلة «الخير»             | 1                   |         |  |
|                                      |                     |         |  |
|                                      | الكتلة الديمقراطية  | 41      |  |
| حزب التيار الديمقراطي                | 22                  |         |  |
| حركة الشعب                           | 15                  |         |  |
| الجبهة الشعبية                       | 1                   |         |  |
| الاتحاد الديمقراطي الاجتماعي         | 1                   |         |  |
| حزب صوت الفلاحين                     | 1                   |         |  |
| القائمة المستقلة «المواطنة والتنمية» | 1                   |         |  |
|                                      |                     |         |  |
|                                      | حزب قلب تونس        | 38      |  |
|                                      |                     |         |  |
|                                      | ائتلاف الكرامة      | 21      |  |
|                                      |                     |         |  |
|                                      | الحزب الدستوري الحر | 17      |  |
|                                      |                     |         |  |
|                                      | كتلة الإصلاح الوطني | 15      |  |
| مشروع تونس                           | 4                   |         |  |
| نداء تونس                            | 3                   |         |  |
| حزب البديل التونسي                   | 3                   |         |  |
| آفاق تونس                            | 2                   |         |  |
| عيش تونسي                            | 1                   |         |  |
| القائمة المستقلة «الرجوع إلى الأصل»  | 1                   |         |  |
| القائمة المستقلة «سليانة في عينينا»  | 1                   |         |  |
|                                      |                     |         |  |
|                                      | تحيا تونس           | 14      |  |
|                                      |                     |         |  |
|                                      | كتلة المستقبل       | 9       |  |
| الاتحاد الشعبي الجمهوري              | 3                   |         |  |
| تيار المحبة                          | 1                   |         |  |
| الحزب الاشتراكي الدستوري             | 1                   |         |  |
| القائمات المستقلة «الرابطة الخضراء»  | 1                   |         |  |
| القائمة المستقلة «الوفاء بالعهد»     | 1                   |         |  |
| القائمة المستقلة «الإمتياز»          | 1                   |         |  |
| القائمة المستقلة «بكلنا تونس»        | 1                   |         |  |
|                                      |                     |         |  |
|                                      | بدون كتلة           | 8       |  |
| حزب الرحمة                           | 4                   |         |  |
| القائمات المستقلة «أمل وعمل»         | 2                   |         |  |
| القائمة المستقلة «نحن هنا»           | 1                   |         |  |
| القائمة المستقلة «بذل وعطاء»         | 1                   |         |  |
| الإجمالي                             | الإجمالي            | 217     |  |

حاليا (منذ 2020)
|                                      |                     |         |  |
| الكتلة/الأحزاب                       | الكتلة/الأحزاب      | المقاعد |  |
|                                      | حركة النهضة         | 54      |  |
| حركة النهضة                          | 52                  |         |  |
| القائمة المستقلة «الشباب المستقل»    | 1                   |         |  |
| القائمة المستقلة «الخير»             | 1                   |         |  |
|                                      |                     |         |  |
|                                      | الكتلة الديمقراطية  | 38      |  |
| حزب التيار الديمقراطي                | 22                  |         |  |
| حركة الشعب                           | 15                  |         |  |
| القائمة المستقلة «المواطنة والتنمية» | 1                   |         |  |
|                                      |                     |         |  |
|                                      | حزب قلب تونس        | 27      |  |
|                                      |                     |         |  |
|                                      | ائتلاف الكرامة      | 19      |  |
| ائتلاف الكرامة                       | 17                  |         |  |
| القائمات المستقلة «الرابطة الخضراء»  | 1                   |         |  |
| حزب الرحمة (منشق)                    | 1                   |         |  |
|                                      |                     |         |  |
|                                      | الحزب الدستوري الحر | 16      |  |
|                                      |                     |         |  |
|                                      | كتلة الإصلاح        | 16      |  |
| مشروع تونس                           | 4                   |         |  |
| نداء تونس                            | 3                   |         |  |
| حزب البديل التونسي                   | 3                   |         |  |
| آفاق تونس                            | 2                   |         |  |
| عيش تونسي                            | 1                   |         |  |
| القائمة المستقلة «الرجوع إلى الأصل»  | 1                   |         |  |
| القائمة المستقلة «سليانة في عينينا»  | 1                   |         |  |
| القائمة المستقلة «بذل وعطاء»         | 1                   |         |  |
|                                      |                     |         |  |
|                                      | تحيا تونس           | 11      |  |
|                                      |                     |         |  |
|                                      | الكتلة الوطنية      | 11      |  |
| حزب قلب تونس (منشقين)                | 11                  |         |  |
|                                      |                     |         |  |
|                                      | كتلة المستقبل       | 9       |  |
| الاتحاد الشعبي الجمهوري              | 3                   |         |  |
| الحزب الدستوري الحر (منشقة)          | 1                   |         |  |
| تيار المحبة                          | 1                   |         |  |
| الحزب الاشتراكي الدستوري             | 1                   |         |  |
| القائمة المستقلة «الوفاء بالعهد»     | 1                   |         |  |
| القائمة المستقلة «الإمتياز»          | 1                   |         |  |
| القائمة المستقلة «بكلنا تونس»        | 1                   |         |  |
|                                      |                     |         |  |
|                                      | بدون كتلة           | 16      |  |
| ائتلاف الكرامة (منشقين)              | 4                   |         |  |
| حزب الرحمة                           | 3                   |         |  |
| تحيا تونس (منشقين)                   | 3                   |         |  |
| القائمات المستقلة «أمل وعمل»         | 2                   |         |  |
| القائمة المستقلة «نحن هنا»           | 1                   |         |  |
| الجبهة الشعبية                       | 1                   |         |  |
| الاتحاد الديمقراطي الاجتماعي         | 1                   |         |  |
| حزب صوت الفلاحين                     | 1                   |         |  |
| الإجمالي                             | الإجمالي            | 217     |  |

## الجلسة الافتتاحية

### الدعوة
في 8 نوفمبر 2019، وبعد إعلان النتائج النهائية للانتخابات التشريعية، وطبقا للفصل 57 من الدستور الذي ينص على «أن تكون بداية الدورة الأولى من المدة النيابية لمجلس نواب الشعب في أجل أقصاه خمسة عشر يوما من الإعلان عن النتائج النهائية للانتخابات بدعوة من رئيس المجلس المتخلي.»، قام الرئيس المنتهية ولايته عبد الفتاح مورو بدعوة الأعضاء المنتخبين إلى الجلسة الافتتاحية وتأدية القسم وانتخاب رئيس جديد للمجلس.

### الافتتاح
افتتحت الجلسة الافتتاحية للمجلس الجديد كما قرر لها يوم 13 نوفمبر، بتلاوة عدة آيات من القرآن ثم آداء النشيد الوطني التونسي، تلى ذلك كلمة للرئيس المتخلي عبد الفتاح مورو. بعد انتهاء كلمته، أحال مورو الرئاسة كما يقتضيه الدستور لأكبر الأعضاء سنا وهو راشد الغنوشي، بمساعدة أصغر النواب سنا وهو عبد الحميد المرزوقي وأصغرهن سنا مريم بن بلقاسم، قبل أن ترفع الجلسة لمدة قصيرة، ليتم توديع الرئيس المنتهية ولايته مورو. عند العودة، تم تلاوة القائمة الكاملة لأعضاء المجلس، قبل أن يؤدي كل من الرئيس ومساعديه القسم، ثم بقية أعضاء المجلس بصفة جماعية.

### انتخاب المكتب
في 13 نوفمبر 2019، ترشح لمنصب رئيس المجلس كل من راشد الغنوشي وغازي الشواشي وعبير موسي ومروان فلفال. بالنسبة لمنصب النائب الأول للرئيس، فترشح كل من سميرة الشواشي وعبد الرزاق عويدات، أما منصب النائب الثاني، فترشح كل من طارق فتيتي وليلى حداد ويسري الدالي.

#### نتائج الرئيس
| المترشح            | مترشح عن           | مترشح عن                                                                 | الأصوات | %     |
| ------------------ | ------------------ | ------------------------------------------------------------------------ | ------- | ----- |
| راشد الغنوشي       |                    | حركة النهضة (مدعوم من حزب قلب تونس وائتلاف الكرامة وكتلة الإصلاح الوطني) | 123     | 56.68 |
| غازي الشواشي       |                    | حزب التيار الديمقراطي (مدعوم من حركة الشعب)                              | 45      | 20.74 |
| عبير موسي          |                    | الحزب الدستوري الحر                                                      | 21      | 9.68  |
| مروان فلفال        |                    | تحيا تونس                                                                | 18      | 8.29  |
|                    |                    |                                                                          |         |       |
| الأصوات المصرح بها | الأصوات المصرح بها | الأصوات المصرح بها                                                       | 207     | 95.39 |
| أوراق بيضاء        | أوراق بيضاء        | أوراق بيضاء                                                              | 10      | 4.61  |
| أوراق ملغاة        | أوراق ملغاة        | أوراق ملغاة                                                              | 0       | 0     |
|                    |                    |                                                                          |         |       |
| المصوتون           | المصوتون           | المصوتون                                                                 | 217     | 100   |
| المسجلون           | المسجلون           | المسجلون                                                                 | 217     | 100   |

#### نتائج انتخابات النائب الأول
| المترشح            | مترشح عن           | مترشح عن                                    | الأصوات | %     |
| ------------------ | ------------------ | ------------------------------------------- | ------- | ----- |
| سميرة الشواشي      |                    | حزب قلب تونس (مدعومة من حركة النهضة)        | 109     | 50.23 |
| عبد الرزاق عويدات  |                    | حركة الشعب (مدعوم من حزب التيار الديمقراطي) | 48      | 22.12 |
|                    |                    |                                             |         |       |
| الأصوات المصرح بها | الأصوات المصرح بها | الأصوات المصرح بها                          | 157     | 77.34 |
| أوراق بيضاء        | أوراق بيضاء        | أوراق بيضاء                                 | 29      | 13.36 |
| أوراق ملغاة        | أوراق ملغاة        | أوراق ملغاة                                 | 17      | 8.37  |
|                    |                    |                                             |         |       |
| المصوتون           | المصوتون           | المصوتون                                    | 203     | 95.42 |
| المسجلون           | المسجلون           | المسجلون                                    | 217     | 100   |

#### نتائج انتخابات النائب الثاني
| المترشح            | مترشح عن           | مترشح عن                                           | الدور الأول | الدور الأول | الدور الثاني | الدور الثاني |
| المترشح            | مترشح عن           | مترشح عن                                           | الأصوات     | %           | الأصوات      | %            |
| ------------------ | ------------------ | -------------------------------------------------- | ----------- | ----------- | ------------ | ------------ |
| يسري الدالي        |                    | ائتلاف الكرامة (مدعوم من حركة النهضة)              | 78          | 35.94       | 74           | 34.1         |
| طارق فتيتي         |                    | مستقل (مدعوم من حزب قلب تونس وكتلة الإصلاح الوطني) | 55          | 25.35       | 93           | 42.86        |
| ليلى الحداد        |                    | حركة الشعب (مدعومة من حزب التيار الديمقراطي)       | 50          | 23.04       |              |              |
|                    |                    |                                                    |             |             |              |              |
| الأصوات المصرح بها | الأصوات المصرح بها | الأصوات المصرح بها                                 | 183         | 87.98       | 167          | 82.67        |
| أوراق بيضاء        | أوراق بيضاء        | أوراق بيضاء                                        | 8           | 3.85        | 35           | 17.33        |
| أوراق ملغاة        | أوراق ملغاة        | أوراق ملغاة                                        | 17          | 8.17        | 0            | 0            |
|                    |                    |                                                    |             |             |              |              |
| المصوتون           | المصوتون           | المصوتون                                           | 208         | 95.85       | 202          | 93.09        |
| المسجلون           | المسجلون           | المسجلون                                           | 217         | 100         | 217          | 100          |

## اللجان

### اللجان

#### القارة
| اللجنة                                                                 | الرئيس                                           | الرئيس                                       |
| ---------------------------------------------------------------------- | ------------------------------------------------ | -------------------------------------------- |
| لجنة التشريع العام                                                     |                                                  | سامية عبو (الكتلة الديمقراطية، 2019-2020)    |
| لجنة التشريع العام                                                     | نجم الدين بن سالم (الكتلة الديمقراطية، منذ 2020) |                                              |
| لجنة الحقوق والحريات والعلاقات الخارجية                                |                                                  | سماح دمق (قلب تونس، منذ 2019)                |
| لجنة المالية والتخطيط والتنمية                                         |                                                  | هيكل مكي (الكتلة الديمقراطية، منذ 2020)      |
| لجنة الفلاحة والأمن الغذائي والتجارة والخدمات ذات الصلة                |                                                  | معز بلحاج رحومة (حركة النهضة، منذ 2019)      |
| لجنة الصناعة والطاقة والثروات الطبيعية والبنية الأساسية والبيئة        |                                                  | عبير موسي (الحزب الدستوري الحر، 2019-2020)   |
| لجنة الصناعة والطاقة والثروات الطبيعية والبنية الأساسية والبيئة        | محمد كريم كريفة (الحزب الدستوري الحر، منذ 2020)  |                                              |
| لجنة الصحة والشؤون الإجتماعية                                          |                                                  | خالد الكريشي (الكتلة الديمقراطية، 2019-2020) |
| لجنة الصحة والشؤون الإجتماعية                                          | العياشي زمال (الكتلة الوطنية، منذ 2020)          |                                              |
| لجنة الشباب والشؤون الثقافية والتربية والبحث العلمي                    |                                                  | بلقاسم حسن (حركة النهضة، 2019-2020)          |
| لجنة الشباب والشؤون الثقافية والتربية والبحث العلمي                    | فيصل الطاهري (كتلة الإصلاح الوطني، منذ 2020)     |                                              |
| لجنة تنظيم الإدارة وشؤون القوات الحاملة للسلاح                         |                                                  | يسري الدالي (ائتلاف الكرامة، منذ 2019)       |
| لجنة النظام الداخلي والحصانة والقوانين البرلمانية والقوانين الإنتخابية |                                                  | هيثم ابراهم (كتلة الإصلاح الوطني، 2019-2020) |
| لجنة النظام الداخلي والحصانة والقوانين البرلمانية والقوانين الإنتخابية | ناجي الجمل (حركة النهضة، منذ 2020)               |                                              |

#### الخاصة
| اللجنة                                                                             | الرئيس | الرئيس                                 |
| ---------------------------------------------------------------------------------- | ------ | -------------------------------------- |
| لجنة الأمن والدفاع                                                                 |        | عماد الخميري (حركة النهضة)             |
| لجنة الإصلاح الإداري والحوكمة الرشيدة ومكافحة الفساد ومراقبة التصرف في المال العام |        | بدر الدين القمودي (الكتلة الديمقراطية) |
| لجنة التنمية الجهوية                                                               |        | ابتهاج بن هلال زاوش (قلب تونس)         |
| لجنة شهداء الثورة وجرحاها وتنفيذ قانون العفو العام والعدالة الانتقالية             |        | سيف الدين مخلوف (ائتلاف الكرامة)       |
| لجنة شؤون ذوي الإعاقة والفئات الهشة                                                |        | نعمان العش (الكتلة الديمقراطية)        |
| لجنة شؤون المرأة والأسرة والطفولة والشباب والمسنين                                 |        | الصادق قحبيش (كتلة الإصلاح الوطني)     |
| لجنة شؤون التونسيين بالخارج                                                        |        | ثامر سعد (الحزب الدستوري الحر)         |
| اللجنة الانتخابية                                                                  |        | سمير ديلو (حركة النهضة)                |

### المؤقتة
| اللجنة                                                            | الرئيس                                          | الرئيس                                          |
| ----------------------------------------------------------------- | ----------------------------------------------- | ----------------------------------------------- |
| لجنة مراقبة عمليات التصويت وإحصاء الأصوات (الجلسة الافتتاحية فقط) | 7 أعضاء دون مناصب داخلية ولكن ممثلين لكل الكتل. | 7 أعضاء دون مناصب داخلية ولكن ممثلين لكل الكتل. |

### لجان التحقيق
| اللجنة                                                                                      | التكوين        | النهاية   | الموضوع والرئيس | الأعضاء | النتائج والتقرير |
| ------------------------------------------------------------------------------------------- | -------------- | --------- | --- | --- | --- |
| لجنة التحقيق حول فاجعة عمدون                                                                | 18 ديسمبر 2019 | مارس 2020 | التحقيق في أسباب سقوط حافلة ترفيهية أدت لوفاة 30 شخصا - الرئيسة: سيدة الونيسي (حركة النهضة)                              | 22 عضو: - 6 من حركة النهضة: سيدة الونيسي، محمد القوماني، توفيق الزائري، محبوبة بن ضيف الله، مختار اللموشي، يمينة الزغلامي. - 4 من الكتلة الديمقراطية: رض الدلاعي، أمل السعيدي، أنور بن الشاهد، لطفي العيادي. - 4 من قلب تونس: محمد مراد الحمزاوي، عبد الحميد المرزوقي، سهير العسكري، شادية الحفصوني. - 2 من ائتلاف الكرامة: نضال السعودي، أحمد موحه - 2 من الحزب الدستوري الحر: علي البجاوي، عبد الرزاق الحسني - 1 من كتلة الإصلاح الوطني: حاتم المانسي - 1 من كتلة تحيا تونس: الهادي الماكني - 1 من كتلة المستقبل: جمالي بوضوافي - 1 من النواب غير المنتمين: معاذ بن ضياف | - التقرير: اضغط هنا. - النتائج: أنهت اللجنة عملها في مارس 2020، وبسبب جائحة فيروس كورونا، تم تأخير الإعلان عن التقرير إلى حدود يونيو، بينما عقدت جلسة عامة لمناقشة التقرير مع وزير دولة للنقل واللوجستيك أنور معروف ووزير السياحة والصناعات التقليدية محمد علي التومي ووزير التجهيز والإسكان والتهيئة الترابية المنصف السليتي ووزيرة العدل ثريا الجريبي ووزير الداخلية هشام المشيشي ووزير الصحة عبد اللطيف المكي. |
| لجنة التحقيق البرلمانية حول تضارب المصالح وشبهة الفساد المتعلّقة برئيس الحكومة إلياس الفخفاخ | 7 يوليو 2020   | -         | التحقيق في شبهة تضارب المصالح لرئيس الحكومة إلياس الفخفاخ بخصوص عقد بين شركته مع الدولة - الرئيس: عياض اللومي (قلب تونس) | 22 عضو: - 5 من حركة النهضة: فيصل دربال، بشر الشابي، جميلة دبش، موسى بن أحمد، فريدة العبيدي. - 4 من قلب تونس: آمال الورتتاني، عياض اللومي، محمد أحمد دلهومي، جوهر مغيربي. - 2 من ائتلاف الكرامة: منذر عطية، يسرى الدالي - 2 من كتلة الإصلاح الوطني: حاتم المانسي، جلال الزياتي - 1 من كتلة تحيا تونس: وليد جلاد - 1 من كتلة المستقبل: عصام البرقوقي - 1 من النواب غير المنتمين: إيمان بالطيب | |

## تعليق المدة النيابية نهائيا
أصدر الرئيس التونسي قيس سعيد يوم 25 يوليو 2021 أمرا رئاسيا يقضي بتعليق إختصاصات مجلس نواب الشعب ورفع الحصانة عن جميع أعضاءه وذلك في إطار «الإجراءات الاستثنائية» مستندا إلى الفصل 80 من الدستور. ولكن الفصل المذكور ينص على بقاء مجلس النواب في حالة إنعقاد دائم ولكن بسبب غياب المحكمة الدستورية، تولى الرئيس تأويل الفصل الدستوري بمفرده.
وفي 13 ديسمبر 2021، أعلن الرئيس سعيد عن عدم عودة البرلمان واستمرار تعليق مدته النيابية الثانية حتى تنظيم إنتخابات تشريعية جديدة بقانون إنتخابي جديد في 17 ديسمبر 2022. وفي 30 مارس 2022، حُل البرلمان بقرار رئاسي.

## مقالات ذات صلة
- مجلس نواب الشعب (تونس)
- سياسة تونس
- البرلمان التونسي
- الانتقال الديمقراطي في تونس

## روابط خارجية
- الموقع الرسمي.